# Chuối tá quạ
Chuối tá quạ, hay còn gọi là chuối táo quạ, là một giống chuối trồng nông nghiệp thuộc chi Chuối, họ Chuối. Đây là trái cây đặc sản của tỉnh Trà Vinh. Giống chuối này có nhiều đặc điểm khác biệt, như kích thước, trọng lượng đều khá lớn hơn so với các loại chuối khác. Thời xưa, người dân Trà Vinh quan niệm rằng trồng chuối tá quạ sẽ mang đến điềm xui xẻo. Chuối tá quạ cho ít quả nên ngày xưa, người dân Trà Vinh chỉ trồng vài cây trong vườn để ăn hoặc thờ cúng chứ ít khi trồng để buôn bán. Tuy nhiên, thời nay, khi loại quả này trở nên nổi tiếng, được nhân giống, trồng trọt và buôn bán phổ biến trên thị trường.

## Lịch sử và tên gọi
Chuối tá quạ là đặc sản của huyện Cầu Kè, tỉnh Trà Vinh. Theo quan niệm thời xưa, người dân Cầu Kè truyền miệng rằng nếu trồng giống chuối này sẽ mang đến điềm xui xẻo. Quan niệm cho rằng khi cây chuối tá quạ trổ buồng, vặn mình vào buổi đêm, thường phát ra những tiếng động đáng sợ. Sáng hôm sau, buồng chuối non đã trổ xong hết. Khi thức dậy, phát hiện cảnh tượng này khiến người dân bị "tá hỏa", có nghĩa là trạng thái hoảng hồn, sửng sốt. Theo giả thuyết, tên gọi "chuối tá quạ" được đặt theo cách đọc trại âm của từ "tá hỏa" do quan niệm kể trên hoặc có thể do quả chuối quá lớn khiến người nhìn sửng sốt.

## Phân loại học
Trong tài liệu Natural Environment and Land Use in South Vietnam (Môi trường tự nhiên và sử dụng đất ở Nam Việt Nam) (1966) của Nha Khảo cứu và sưu tầm Nông-Lâm-Súc, thuộc Bộ Canh nông (Việt Nam Cộng hòa), liệt kê chuối tá quạ thuộc loài Musa × paradisiaca, cùng loài với giống chuối cơm lửa.

## Mô tả
Cây chuối tá quạ có vẻ ngoài hầu như không khác cây chuối thường. Thân cây nhỏ yếu, rất dễ bị gãy, nên khi chuối trổ buồng phải làm giá đỡ. Cây chuối trổ quả sau 8 - 9 tháng khi được trồng và chăm bón tốt. Một buồng chuối tá quạ thông thường phát triển khoảng từ hai đến ba nải, cho khoảng hơn một chục quả chuối. Giống chuối này có một điểm đặc biệt là cây chỉ trổ quả trực tiếp chứ không trổ búp như các loại chuối thường.
Chuối tá quạ nổi tiếng vì quả có vẻ ngoài to lớn hơn so với quả của các giống chuối khác, lớn bằng cổ tay người. Mỗi quả chuối tá quạ có thể dài từ 35 đến 45 cm (cá biệt 50 cm) và trọng lượng mỗi quả đạt trung bình khoảng 300 đến 450 g (cá biệt có quả đạt hơn 1 kg). Kỷ lục nặng nhất là 1,3 kg, xuất hiện ở Sơn Phụng, Sơn Định, Chợ Lách, Bến Tre.
Chuối tá quạ chứa hàm lượng dinh dưỡng tương đương với khoai tây, giàu calo nhưng chứa nhiều vitamin (A, C và B6) và khoáng chất thiết yếu (magnesi và kali). Ăn chuối này chuối này khá tốt cho người có nguy cơ đột quỵ, loãng xương và bệnh thận. Ngoài ra còn giúp giảm táo bón, viêm túi thừa và các bệnh về tiêu hóa.

## Công dụng ẩm thực
Khác biệt với các giống chuối bình thường, chuối tá quạ phải qua chế biến nấu ăn, thường không được ăn trực tiếp vì quả rất nhão và vị rất nhạt. Chuối tá quạ được dùng làm nguyên liệu chế biến nhiều món ăn như cà ri, lẩu,... nhưng cách nấu thường xuyên nhất là luộc. Bằng cách luộc, chuối khi ăn sẽ rất dẻo thơm ngọt và cảm nhận như có mật ngọt bên trong. Vì có kích thước lớn nên khi luộc sẽ thường được quấn dây chặt quanh từng quả để vỏ không bị nứt ra, ngăn nước ngấm vào làm nhão và mất vị ngọt của chuối.
Công đoạn luộc chín chuối tá quạ theo truyền thống như sau: quả chuối chín vỏ được hái, tách riêng từng nải để phơi nắng nóng rồi đem ủ quả khoảng hai ngày đến khi quả chuối chuyển vàng thì lấy ra. Tách từng quả bằng dao. Dùng dây buộc quấn chặt xung quanh quả chuối (như đòn bánh tét) để giữ vỏ không bị nứt. Khi nấu, nước sẽ không thấm vào tránh cho chuối bị mềm nhão, vị nhạt. Đổ nước luộc ngập quả, sau đó đặt phên tre, dằn đá lên trên cố định để chuối không bị nhựa quả làm xám màu. Nấu khoảng một giờ đến rưỡi, dùng đũa xiên nhẹ thử để cảm nhận độ mềm thì đem xuống. Chờ chuối nguội rồi dùng dao cắt lát vừa vặn do quả chuối tá quạ vốn dài và lớn. Xếp ra đĩa và thưởng thức.
Chuối tá quạ được chế biến thành mứt chuối khá kỳ công. Sau khi thu hoạch, chuối được cho chín rũ tự nhiên khoảng từ hai đến ba ngày nhằm lột vỏ thuận lợi. Ruột quả chuối được thái thành lát mỏng, ngâm với nước chanh vắt cho sạch nhựa. Toàn bộ lát chuối mỏng đó được chiên ngập dầu. Đến khi chín vàng thì vớt ra, để ráo dầu và tưới nước đường đã nấu lên cho ngấm, mứt sẽ ngọt.

## Nhân giống và trồng trọt
Do thời gian trồng kéo dài và khó ra buồng, nên chuối tá quạ trở nên khan hiếm và trở thành trái cây đặc sản của huyện Cầu Kè, Trà Vinh. Tuy nhiên, giống chuối này thích nghi tốt với đất nhiễm phèn. Trồng một vườn chuối tá quạ không đơn giản, do cây ít đâm chồi, mỗi cây mẹ thường chỉ mọc từ một đến hai mầm con, nên đào xới từng cây giống để trồng một vườn khá khó khăn. Theo thời gian, cây con nhỏ bị thoái hóa, dễ bị bệnh và chất lượng quả kém dẫn đến lợi nhuận thấp. Để giảm thời gian trồng, hiện phương pháp cấy mô cây giống đang rất phổ biến. Thông thường, khoảng hai năm giống chuối này sẽ cho ba vụ thu hoạch.
Dùng phương pháp in vitro đế nhân giống. Môi trường thích hợp để chuối tá quạ tái sinh chồi là môi trường MS có bổ sung các hợp chất gồm napthalen acetic acid (NAA) 0,1 mg/l, adenine hemisulfat 100 mg/l, nước dừa 10% v/v, saccarose 30 gr/l, agar 8 gr/l, 6-benzylaminopurin (BAP) 5 mg/l, pH bằng 5,8 và mẫu cấy trong điều kiện tối hoàn toàn sẽ cho số lượng chồi tái sinh cao nhất. Để đạt số chồi nhân nhanh tối ưu trên cây chuối tá quạ cần dùng môi trường có thành phần: môi trường MS bổ sung chất điều hòa sinh trưởng gồm adenine hemisulfate 100 mg/l, nước dừa 10% v/v, saccharose 30 gr/l, agar 8 gr/l, BAP 7 mg/l, pH bằng 5,8. Để đạt được tỉ lệ mẫu ra rễ, số lượng rễ, chiều dài rễ, chiều cao thân cũng như số lá/cây tối ưu cho quá trình cây chuối tá quạ tái sinh hoàn chỉnh cần nuôi cấy trong môi trường có thành phần dinh dưỡng: MS bổ sung NAA với nồng độ 1 mg/l, adenine hemisulfate 100 mg/l, nước dừa 10% v/v, saccarose 20 gr/l, agar 8 gr/l, pH được điều chỉnh ở mức 5,8. Cây chuối được thuần dưỡng trong thành phần cơ chất đất thịt, phân chuồng, mùn dừa với tỉ lệ 2:1:2 sẽ sinh trưởng tốt nhất.
Cấy mô cho ra cây giống khỏe, không nhiễm bệnh, có sẵn rễ và lá, hấp thụ đất và phát triển nhanh. Trồng đồng loạt dễ chăm sóc và thu hoạch các buồng chuối. Bón lót, bón thúc, tưới nước đầy đủ. Chọn cách trồng độc canh hay đa canh (trồng trong vườn cùng cây ăn quả khác) đều được. Nếu trồng đa canh cần giữ khoảng cách đủ rộng cho cây chuối cũng như ánh sáng đủ 6–7 giờ một ngày để chuối phát triển. Nếu trồng độc canh nên chọn đất tốt, đủ nước tưới. Tuy độ ẩm cần thiết nhưng nếu chuối tá quạ bị úng nước, chỉ sau 5–6 ngày ngập gốc, sẽ gập lá và chết. Lên liếp cao 50–60 cm, khoảng cách trồng 3×4 m/cây, đặt cây vào hố đất thấp hơn mặt liếp 20 cm, hai hàng, tưới nước và phủ cỏ giữ ẩm thường xuyên để chăm cây. Bón phân NPK 20–20–15, ba đến bốn lần một năm theo độ lớn thân cây, màu lá kèm vun đất ấm bụi. Để giữ hình dáng đẹp cần bọc buồng chuối bằng bao nilon màu xanh, cắt bỏ hoa dưới nải chuối, bọc một muỗng phân urê che phủ vị trí trục buồng vừa cắt hoa, giúp quả chuối lớn hơn. Chuối tá quạ trồng khoảng 8–9 tháng sẽ trổ hoa, sau 6–7 tháng có thể thu hoạch buồng chuối. Hợp tác xã tại huyện thường tiến hành hỗ trợ các nhà vườn trồng chuối tá quạ theo quy định của VietGAP để bảo đảm chất lượng, thích ứng với biến đổi khí hậu và truy xuất nguồn gốc rõ ràng trên sản phẩm.

## Thương mại

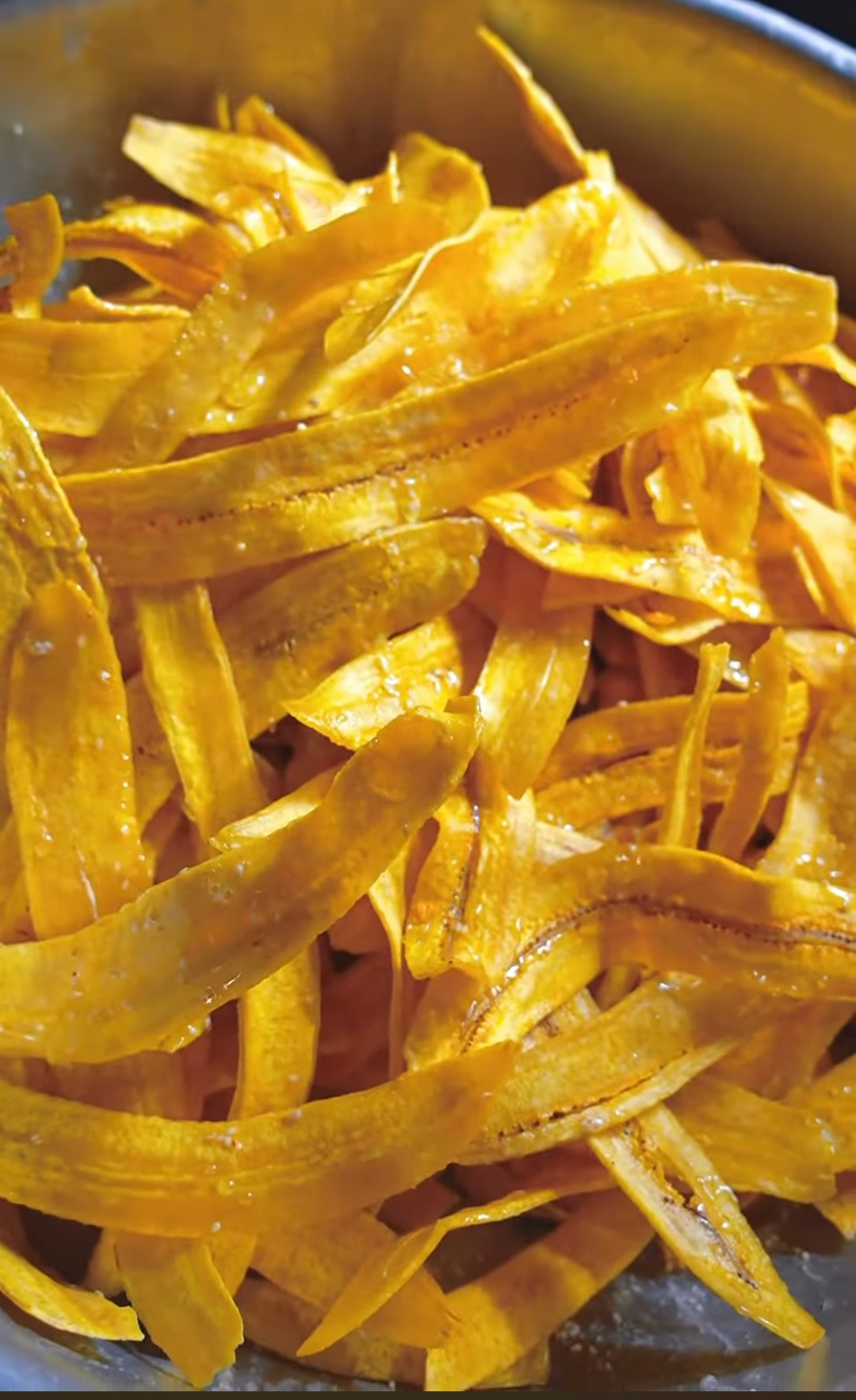
Chuối tá quạ được chiên giòn, làm mứt

Trước đây, giống chuối này cho ít quả và quan niệm xui xẻo nên chỉ được người dân Trà Vinh trồng theo hình thức nhỏ lẻ trong vườn, với mục đích để thờ cúng, để ăn hoặc làm quà biếu chứ ít khi trồng để buôn bán. Thời nay, chuối tá quạ không còn bị xem là điềm xui mà đã trở thành giống cây trồng được nhiều nơi nhân giống vì quả có giá trị dinh dưỡng cũng như giá trị kinh tế cao, nhu cầu tiêu thụ gia tăng. Vào thời điểm tháng 4 năm 2023, chuối tá quạ được bán trên thị trường với giá dao động từ 9.000 đến 12.000 đồng một quả, giá bán lẻ tại Hà Nội lên đến 25.000 đồng một quả. Đối với cây giống, giá dao động từ 150.000 đến 450.000 đồng một cây vào năm 2015 tùy từng loại to nhỏ khác nhau.
Tháng 8 năm 2022, Hợp tác xã Tân Qui (xã An Phú Tân, huyện Cầu Kè) đã nghiên cứu, sản xuất thành công sản phẩm mứt chuối tá quạ sấy khô và đưa vào thị trường. Uỷ ban Nhân dân tỉnh Trà Vinh chứng nhận OCOP 3 sao cho sản phẩm này vào ngày 30 tháng 12 năm 2022. Sản phẩm này không dùng chất bảo quản, phụ gia để giữ nguyên vị ngọt thanh của chuối. Mứt chuối tá quạ được đóng gói, dán nhãn mác đầy đủ và tiêu thụ khá chạy trên thị trường, khá thu hút khách. Bình quân hợp tác xã thu mua từ 1,2–1,5 tấn quả chuối/tháng và sản xuất khoảng 0,5–0,6 tấn mứt chuối sấy khô. Sản phẩm này được bày bán tại các siêu thị và cửa hàng của các tỉnh thành lân cận như Cần Thơ, Vĩnh Long, Thành phố Hồ Chí Minh; khách hàng tại Hà Nội cũng tìm đặt mua hàng trực tuyến. Cùng với bán hàng theo hướng truyền thống, hợp tác xã cũng kết nối với các TikToker để thực hiện quảng bá sản phẩm tại vườn, giới thiệu quy trình sản xuất và livestream để bán hàng. Chương trình OCOP đã góp phần nâng cao giá trị, khẳng định thương hiệu, chất lượng sản phẩm cho chuối tá quạ, phát triển kinh tế cho các nhà vườn tại Trà Vinh.